# Samuel Bailey
Samuel Bailey (Sheffield,  5 de julio de 1791 – Sheffield, 18 de enero de 1870) fue un filósofo utilitarista y escritor británico. Fue llamado "el Bentham de Hallamshire".

## Biografía
Samuel Bailey era hijo de Joseph Bailey y Mary Eadon. Su padre fue uno de los primeros comerciantes de Sheffield que fueron a los Estados Unidos para establecer vínculos comerciales. Después de haber estado varios años en el negocio de su padre, Bailey se retiró con una fortuna, proveniente 
de todas las empresas del negocio. Sin embargo, continuó activo en Sheffield Banking Company, en la cual fue presidente durante muchos años.
Aunque era un ávido liberal, Bailey tuvo poca participación en los asuntos políticos. En dos ocasiones se postuló como un candidato parlamentario "radical filosófico" de Sheffield, pero perdió en ambas ocasiones.
Bailey falleció el 18 de enero de 1870, dejando más de 80 000 libras a los fideicomisarios de la ciudad de Sheffield para el uso público.